# Aeternam
Aeternam je kanadski simfonijski death metal-sastav iz Quebeca.

## O sastavu
Sastav je osnovan 2007. godine, te njegovo ime na latinskom znači "vječno". Prvu postavu činili su bubnjar Antoine Guertin, pjevač i gitarist Ashraf Loudiy, basist Rémi Duval i klavijaturist Samuel Dubois. U svojoj glazbi kombiniraju death metal sa simfonijskim elementima, te bliskoistočnim glazbenim utjecajima. Godine 2009. potpisuju za američku izdavačku kuću Metal Blade, te nastupaju na Trois-Rivières Metal festivalu u Montrealu sa sastavima Behemoth, Quo Vadis, Suffocation i dr. Prvi studijski album Disciples of the Unseen objavljuju 2010. godine, kojeg je producirao Jef Fortin poznat po radu sa sastavima Neuraxis i The Last Felony. U listopadu 2012. objavljuju svoj drugi album Moongod, ovaj put za kanadskog izdavača Galy Records. Glavne teme njihovih pjesama su mitologija i antičke civilizacije. Iz prve postave ostali su Guertin i Louidiy, a ostali članovi su basist Maxime Boucher te gitarist Matthew Sweeney, bivši pjevač sastava Quo Vadis. Treći studijski album, Ruins of Empires koji se tematski bavi slavnim svjetskim vladarima iz 2017., te četvrti i zasada posljednji Al Qassam iz 2020. objavili su samostalno, djelomično financirani prilozima obožavatelja preko crowdfunding platforme Indiegogo .

## Članovi sastava
Trenutačna postava
- Antoine Guertin — bubnjevi, udaraljke, vokali, glazbeni uzorci (2007. - danas)
- Ashraf Loudiy — vokali, gitara (2007.- danas)
- Maxime Boucher — bas-gitara, vokali (2012. - danas)

Bivši članovi
- Rémi Duval — bas-gitara (2007. – 2008.)
- Samuel Dubois — klavijature (2007. – 2010.)
- Jonas Lapointe — bas-gitara, vokali (2008. – 2010.)
- Alexandre Loignon — gitara (2008. – 2013.)
- Jeff Boudreault — bas-gitara, vokali (2010. – 2012.)
- Matthew Sweeney — gitara (2013.)

## Diskografija
Studijski albumi
- Disciples of the Unseen (2010.)
- Moongod (2012.)
- Ruins of Empires (2017.)
- Al Qassam (2020.)

## Vanjske poveznice
- Službena Facebook stranica